# FJL21
ARROWS ef FJL21（アローズ エフ エフジェイエル ニイチ）は、富士通モバイルコミュニケーションズ（富士通ブランド、現：FCNT）によって日本国内向けに開発された、auブランドを展開するKDDIおよび沖縄セルラー電話のCDMA 1X WIN、および第3.9世代移動通信システム（au 4G LTE）対応スマートフォンである。

## 概要
ARROWS ES IS12F（FJI12）の実質的な後継機種で、au 4G LTEに対応したモデルである。製品名の「ef」は「essential focus」の頭文字から取られている。
約4.3インチのHD液晶を搭載しながら横幅は62mmに抑えられており、片手での操作のしやすさと画面の見やすさを両立している。従来の機種では音量ボタンよりも上部に配置されていた電源ボタンは、押し間違いが多いとの声を受けて音量ボタンの下に変更したほか、押しやすいようにサイズを大型化した。
このほか、FMトランスミッターや一連の同ARROWSシリーズでおなじみのスマート指紋センサーなどが搭載されている。また、ARROWSシリーズとしては初めてNFCを使った決済サービスに対応した機種でもある。
なお、この機種以降のARROWSシリーズは物理キーではなくオンスクリーンキーを採用している。

## 沿革
- 2012年（平成24年）10月17日 - KDDI、および富士通モバイルコミュニケーションズより公式発表。
- 2012年11月2日 - 関東・沖縄地区にて先行発売。
- 2012年11月9日 - 上記以外の残りの地区にて発売。
- 2013年12月 - 九州地区を除き全て販売終了。
- 2014年1月30日 - Android 4.1へのアップデート
- 2022年3月31日 - CDMA 1X WIN（au 3G）のサービスの終了・停波に伴い、以後はWi-Fiおよび4Gサービスによるデータ通信のみの利用となる。

## プリインストールアプリケーション
- Skype
- Friends Note
- Foursquare
- きせかえtouch
- au Smart Sports Run&Walk
- au Smart Sports Karada Manager
- au Smart Sports Fitness
- au one GREE
- au one Brand Garden
- au one ショッピングモール
- au one モバオク
- au one ナビウォーク
- au one 助手席ナビ
- au one ニュースEX
- じぶん銀行
- Twitter for Android
- うたパス
- ビデオパス
- NX!エコ
- DiXiM（DLNA/DTCP-IP）
- くーまんの部屋

など

## その他機能
※PC向けWebブラウザが標準装備されている。携帯向けサイト(EZWeb)は他のスマートフォンやPCと同じく閲覧不可。
| 主な機能・対応サービス                                                  | 主な機能・対応サービス                           | 主な機能・対応サービス              | 主な機能・対応サービス        |
| ----------------------------------------------------------------------- | ------------------------------------------------ | ----------------------------------- | ----------------------------- |
| auウィジェット Webブラウザ                                              | LISMO! for Android メディアプレイヤー LISMO WAVE | おサイフケータイ NFC                | ワンセグ DLNA/DTCP-IP         |
| au one メール PCメール Gmail EZwebメール                                | デコレーションメール デコレーションアニメ        | Skype au                            | PCドキュメント                |
| au Smart Sports Run & Walk Karada Manager ゴルフ(web版) Fitness、歩数計 | GPS 方位計                                       | au oneナビウォーク au one助手席ナビ | au one ニュースEX au one GREE |
| かんたんメニュー じぶん銀行                                             | 緊急速報メール                                   | Bluetooth                           | 無線LAN機能 (Wi-Fi)           |
| 赤外線通信 (IrSimple)                                                   | WIN HIGH SPEED au 4G LTE                         | グローバルパスポート                | auフェムトセル                |
| microSD microSDHC                                                       | モーションセンサー(6軸)                          | 防水 防塵                           | 簡易留守録 着信拒否設定       |

- 安心セキュリティパックはフル対応

## アップデート
2013年5月30日のアップデート
- 電源が再起動する場合がある事象の改善。

2013年8月22日のアップデート
- 充電ランプの点灯や消灯が遅い場合がある事象の改善。
- カメラが起動しなくなる場合がある事象の改善。
- ギャラリー起動で「しばらくお待ちください」表示が続く場合がある事象の改善。

2014年1月23日のアップデート
- Android 4.1による機能・操作性の向上。
- SMS（Cメール）の機能・操作性向上など。

2014年3月17日のアップデート
- 「ギャラリー」で、一部の写真が表示されない場合がある事象の改善。
- デコレーション絵文字などのアニメーションが動かない場合がある事象の改善。